# サーズデイ (バンド)
サーズデイ (Thursday) とは、アメリカ合衆国ニュージャージー州にて結成されたポスト・ハードコアバンドである。
アメリカのポスト・ハードコアシーンを代表するバンド。1999年のデビュー以来、アメリカのポスト・ハードコアシーンを常に引率してきた。同時期にデビューしたポスト・ハードコアバンドのフィンチ、ザ・ユーズドなどと並び、ロックの分野に与えた影響は非常に大きい。
代表作は、2003年発表の『War All the Time』。

## 現在のメンバー
- ジェフ・リックリー / Geoff Rickly（ボーカル）
- スティーヴ・ペデュラ / Steve Pedulla（ギター）
- トム・キーリー / Tom Keeley（ギター）
- ティム・ペイン / Tim Payne（ベース）
- タッカー・ルール / Tucker Rule（ドラム）
- アンドリュー・エバーディング / Andrew Everding（キーボード、シンセサイザー）

## 略歴
1997年結成。1999年にアルバム『Waiting』でデビュー。
2011年には、6thアルバム『No Devolución』をリリース。

## ディスコグラフィー

### アルバム
| 発売日         | アルバムのタイトル          | 販売レーベル    | 全米ビルボードアルバムチャート最高位 | セールス |
| 1999年12月6日  | Waiting                     | Eyeball Records | -                                    | -        |
| 2001年10月18日 | Full Collapse               | Victory Records | 178位                                | -        |
| 2003年9月16日  | War All the Time            | Island Records  | 7位                                  | -        |
| 2006年5月2日   | A City by the Light Divided | Island Records  | 20位                                 | -        |
| 2009年2月17日  | Common Existence            | Epitaph Records | 56位                                 | -        |
| 2011年4月12日  | No Devolución               | Epitaph Records | 63位                                 | -        |